# Шарль-Фердинанд, герцог Беррийский
Шарль-Фердина́нд д’Артуа, герцог Берри́йский (в устаревшем написании Карл-Фердинанд; фр. Charles-Ferdinand d'Artois, duc de Berry; 24 января 1778, Версаль — 14 февраля 1820[…], Париж) — наследник французского престола, второй сын графа д’Артуа — впоследствии короля Карла X и Марии-Терезы Савойской.

## Биография

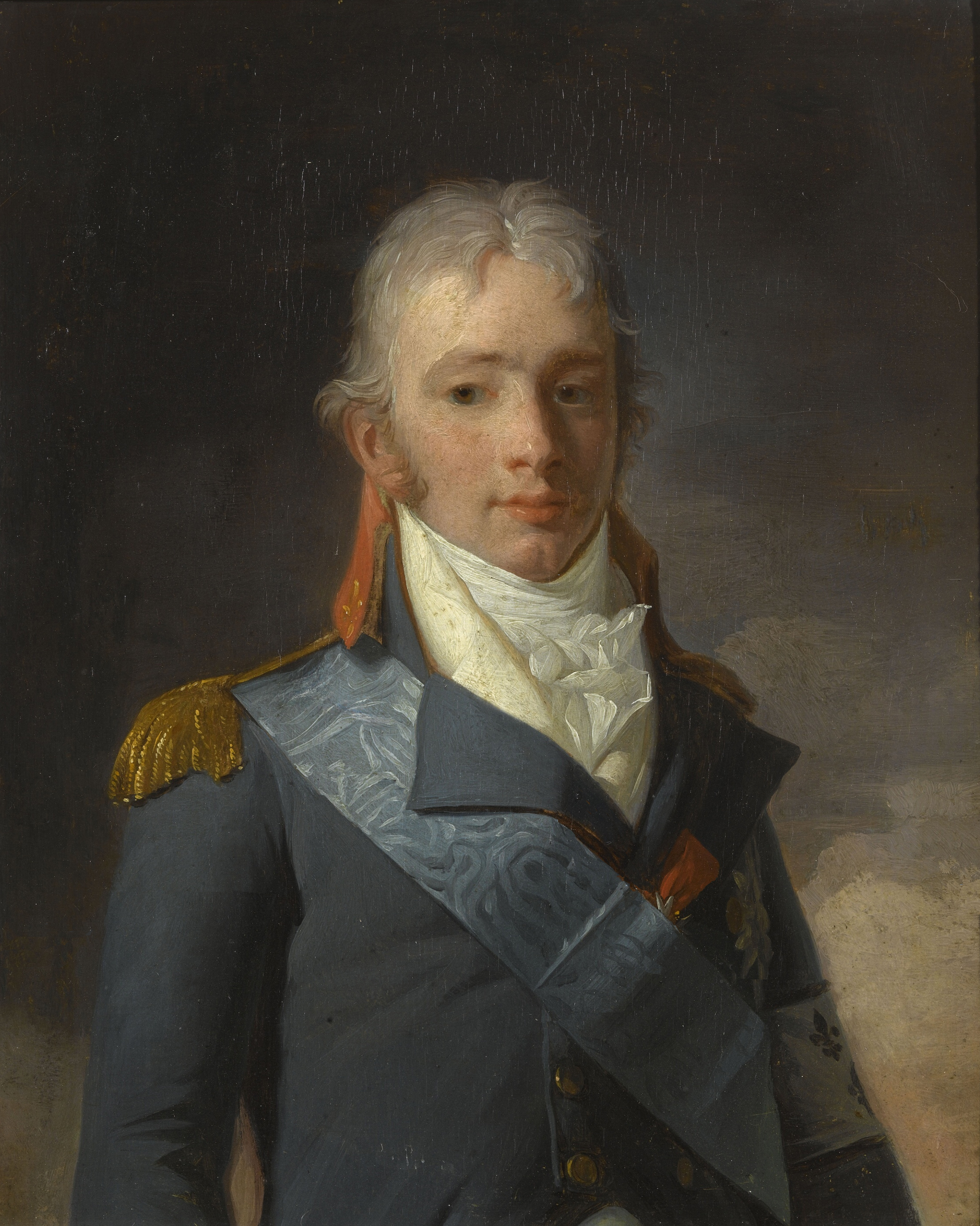
Герцог Беррийский в 18 лет

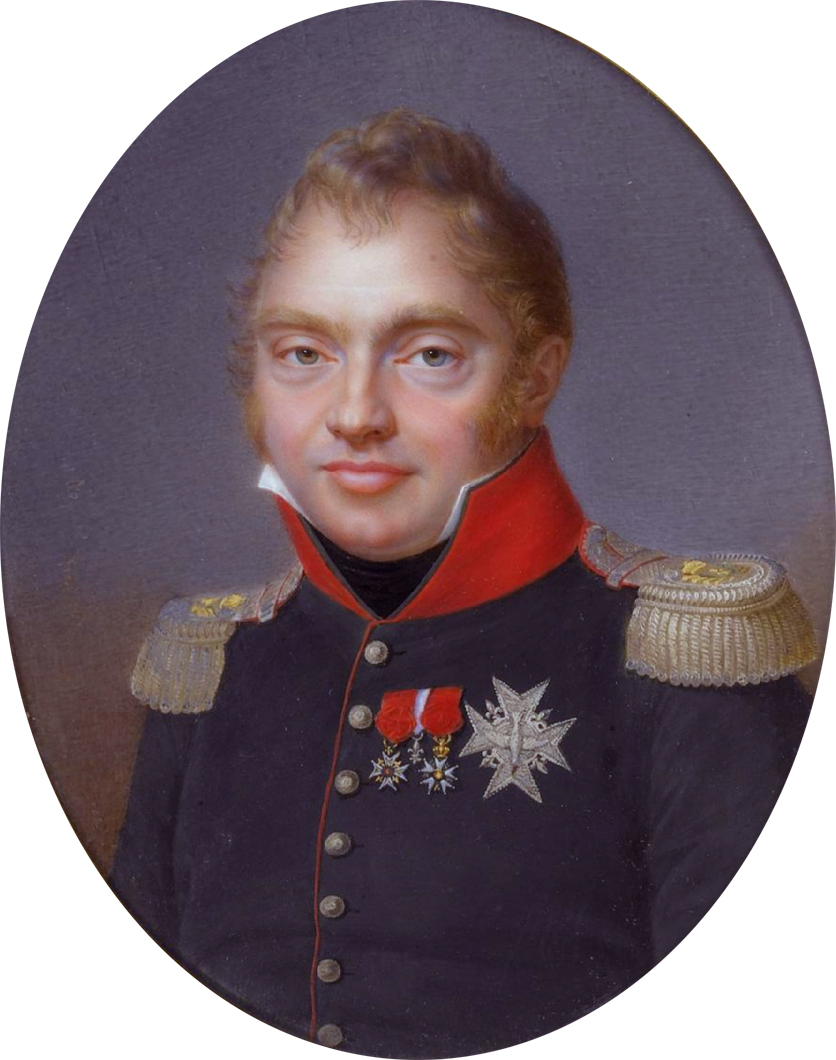
Герцог Беррийский — наследник французского престола

Родился 24 января 1778 года в Версале. Воспитывался вместе со старшим братом герцогом Ангулемским. С 1789 года жил в эмиграции в Турине. С 1792 по 1797 годы служил в армии принца Конде, а затем в русской армии.
С 1801 года жил в Великобритании, попеременно в Лондоне и в Шотландии, и вступил в морганатический брак с молодой англичанкой. От этого брака, не признанного королём Людовиком XVIII, герцог Беррийский имел двух дочерей, впоследствии вышедших замуж за маркиза де Шаретта и принца де Фосиньи.
Вернулся во Францию во время Реставрации Бурбонов, в связи с чем получил (2.06.1815) русский орден Св. Андрея Первозванного. 
В 1815 году после получения известий о бегстве Наполеона с острова Эльбы и высадке его во Франции («Сто дней») герцог Беррийский был назначен главнокомандующим французской армией и парижским гарнизоном. По мере продвижения Наполеона к Парижу войска переходили на сторону императора, и герцог был вынужден покинуть Францию. Во время Ста дней находился в Генте.
При выходе из оперного театра (провожая супругу из оперы к экипажу) 13 февраля 1820 года был смертельно ранен рабочим Луи Лувелем (ножевая рана) и умер на следующий день. Похоронен в базилике Сен-Дени. По воспоминаниям графа В. Соллогуба:

На другой день на улицах суматоха была страшная. Со всех сторон толпился народ и двигались войска. Через несколько часов весь Париж запрудился реляциями, плачевными брошюрами и печатными песнями, в особенности же литографиями. Одна изображала сени Большой оперы в тот момент, когда врачи осматривали рану злополучного герцога, другая — минуту его кончины, третья — портрет умиравшего с надписью: «Pauvre France! Malheureuse patrie!», четвёртая — портрет убийцы Лувеля с рисунком кинжала, послужившего к убийству, и т. д.

## Потомство
Вернувшись во Францию как официальный наследник престола (после бездетного дяди, отца и бездетного же старшего брата), герцог 16 апреля 1816 года сочетался браком с Марией-Каролиной Неаполитанской, дочерью короля Обеих Сицилий Франциска I.
После убийства герцога Беррийского, оставившего только дочь Луизу (1819—1864; впоследствии жена герцога Карла III Пармского), как рассчитывал Лувель, старшая линия династии Бурбонов казалась обречённой на вымирание. Однако 29 сентября 1820 года вдовствующая герцогиня родила посмертного сына, Генриха, герцога Бордоского, впоследствии известного как граф де Шамбор и претендовавшего на французский престол в 1830 и 1873 годах.
Герцог Беррийский имел также массу любовниц и минимум семь внебрачных детей, которые однако не были признаны, а значит официально не имеют прав на титулы рода и их предков. В частности, два внебрачных сына, Фердинанд де Каррье (1820-1876) и Шарль де ла Рош (1820-1901), как и законный сын Генрих, родились после его смерти, и в отличие от своего законного брата имели потомство.  

## Образ в кино
- «Сто дней[англ.]» (Германия, Италия, 1935) — актёр Карл Теттинг[нем.]